# 小行星24680
小行星24680（24680 Alleven）是一颗绕太阳运转的小行星，为主小行星带小行星。该小行星于1989年12月30日发现。

## 轨道参数
小行星24680的轨道半长轴为2.2800940 UA，离心率为0.099。